# 七龙星站
七龙星站是位于重庆市江津区珞璜镇小岚垭村的一个铁路车站，邮政编码402278。车站建于1959年，有川黔铁路经过该站。车站距离重庆站52公里，隶属成都铁路局重庆车务段，是五等站，客运每日有一对慢车停靠，由于价格优势为当地村民主要的出行方式；不办理货运业务。
车站西侧为丘陵，东侧为陈家河。